# Ерік Бетциґ
Ерік Бетциґ — (англ. Robert Eric Betzig, * 13 січня 1960, Енн-Арбор, Мічиган) — американський фізик, лауреат Нобелівської премії з хімії 2014 року разом з Штефаном Геллем та Вільямом Мернером — за «розвиток флуоресцентної мікроскопії високого розділення».

## Життєпис
Ерік Бетциґ отримав ступінь бакалавра наук з фізики Каліфорнійського технологічного інституту у червні 1983 року. В університеті Корнелла він отримав ступінь магістра наук з загальної фізики у 1985 році де і захистив докторську роботу з загальної фізики у серпні 1988 року під керівництвом Міхаеля Ісааксона.
З 1988 по 1994 рік Ерік Бетциґ працював у лабораторії корпорації Белл, де об'єктом його досліджень була Оптична мікроскопія ближніх полів. Разом з Дітером Полем рахується засновником цієї галузі мікроскопії. З 1994 по 1996 роки був дослідником у своїй компанії NSOM Enterprises. Після цього повернувся на десять років у галузь машинобудування у компанію його сім'ї — Ann Arbor Machine Company (1996—2002). Ерік Бетциґ є власником New Millennium Research, та працював в ній дослідником з 2002 по 2005 роки.
З грудня 2005 року стає керівником дослідницької групи у Janelia Farm Research Campus медичного інституту Говарда Г'юза. У 2007 році Ерік Бетциґ разом із фірмою Карл Цайс АҐ(Carl Zeiss) отримав ексклюзивні права на впровадження процесу Фотоактивованої локалізаційної мікроскопії у флюоресцентній мікроскопії, який дозволяє спостереження структур клітин величиною 20 нм.

## Нагороди
- 1992 — нагороджений премією Вільяма Макміллана.
- 1993 — премія за ініціативи в галузі досліджень Національної академії наук.
- 2014 — Нобелівська премія з хімії спільно з разом з Штефаном Геллем та Вільямом Мернером